# Памятник Павлу Мельникову
Па́мятник Па́влу Ме́льникову — памятник российскому учёному-механику и инженеру, одному из авторов проекта железной дороги Санкт-Петербург — Москва Павлу Мельникову. Установлен на территории сквера Комсомольской площади. Авторами проекта являются скульпторы Салават и Сергей Щербаковы, архитекторы — Виктор Васильевич Пасенко и Сергей Герасимов. Изготовлен на средства Министерства путей и сообщения России на заводе в подмосковном Жуковском.
В 2002 году состоялась церемония закладки первого камня будущего памятника. Монумент открыли 1 августа 2003 года, в преддверии Дня железнодорожника. Также был благоустроен сквер площади: разбили клумбы, установили скамейки и фонтан. На торжестве по этому случаю присутствовали министр путей сообщения Геннадий Фадеев, мэр Москвы Юрий Лужков, вице-премьер Борис Алешин, вице-спикер Государственной думы Владимир Лукин, лидер ЛДПР Владимир Жириновский, работники и ветераны со всех магистралей России.
Четырёхметровая бронзовая скульптура установлена на прямоугольном постаменте из красного гранита с памятной надписью: «Мельников Павел Петрович первый Министр путей сообщения России». Общая высота монумента около десяти метров. Учёный изображён в полный рост, в министерском мундире со всеми своими орденами и наградами. Его голова слегка повёрнута влево. Левой рукой он указывает на Ленинградский вокзал, в правой руке, согнутой в локте, держит свиток. На базе памятника перечислены авторы памятника.